# Гришай Анастасія Павлівна
Анастасія Хаген (Гришай) (біл. Анастасія Грышай, відома також під псевдонімом Wiska; нар. 17 жовтня 1985, Гомель, БРСР) — українська порноакторка і модель.
Широкий розголос у ЗМІ набуло кримінальне переслідування Гришай, ініційоване депутатом Верховної ради Леонідом Грачем у 2010 році. Було порушено кримінальну справу за фактом поширення порнографії, в якій Гришай фігурувала як свідок і внаслідок стала біженкою в Чехії.

## Біографія
Народилася 17 жовтня 1985 року в Гомелі, Білорусь, майже все свідоме життя провела в Феодосії. Вважає себе більше росіянкою, хоча й бажала б відвідувати Україну.
2001 року, у 15 років, на вулиці до неї підійшов на 16,5 років старший Олександр Кондратенко, громадянин Росії, що мав фірму з виготовлення та встановлення бронедверей у Феодосії, і познайомився з нею. Вона завагітніла і одружилася з ним ще до настання повноліття. 2002 року, в 11 класі школи, народила першого сина Олександра, подружжя переїхало до Києва. Після закінчення школи вступила до Київського національного університету культури і мистецтв на спеціальність режисера, але через два роки покинула навчання, щоб піклуватися про сім'ю.
2008 року народила сина Оскар. У 2011 — сина Івана. Стверджує, що має щасливу благополучну сім'ю, де немає місця ревнощам, хоча мала нетривалі романи з порноакторами.

### Порноіндустрія
В еротичний моделінг втягнув її чоловік, який знімав її оголеною, згодом кадри потрапили до рук професійних фотографів. Під час навчання в інституті Анастасія почала зніматися як модель в еротичних журналах FHM, Penthouse, XXL та ін.
У порноіндустрію стала пропозиція чоловіка взяти участь у генг-бенг вечірці. Бажання зробити це вона не відчувала, але дуже хотіла зробити коханому приємно. В майбутньому оргії продовжилися. Під псевдонімом Mila, вона була «зіркою дозвілля». На той час жила з чоловіком та дитиною у Києві. Вже в цей час співпрацювала з сайтом еротичної фотографії MetArt.
У 2003 році чоловіка заарештовано і засуджено на 5 років. Він вийшов на волю достроково через 3,5 роки.
У 2004 році Анастасію помітили порнопродюсери з Санкт-Петербурга і запросили на зйомки, гонорар початківиці склав 500 $ за тиждень. З того часу гонорар зріс майже вдесятеро. Знімалася для зарубіжних порностудій, таких як Anabolic, Evil Angel, New Sensations, Woodman Entertainment, Combat Zone, близько 5 років, знявшись у понад 80 порнофільмах. Припинила зніматися у 2008 році.

### Кримінальна справа й еміграція
Анастасія Гришай дала кілька інтерв'ю про порноіндустрію. Також  збиралася написати книгу «Життя в Україні — записки порноакторки».
У 2010 році у зв'язку зі зверненням депутата Леоніда Грача правоохоронні органи України запідозрили Гришай та її чоловіка у поширенні порнографії та сексуальних злочинах проти їхніх дітей. Ініціаторами стали кримський депутат Верховної Ради Леонід Грач і політолог Володимир Бондаренко. Її підтримували активістки «Femen». Після цього емігрувала до Чехії, де звернулася за політичним притулком, для чого влаштовувала акцію з оголенням біля чеського парламенту. У 2012 році чеська влада відмовилася визнати родину Гришай біженцями, проте у вересні 2013 року їй вдалося отримати право на постійне проживання в країні. У 2013 році проживала в містечку Коуниці в Центральночеському краї, на схід від Праги.
У жовтні 2015 року Гришай-Хаген виступила з доповіддю на конференції з нагородження лауреатів Премії Вацлава Гавела, розповівши про долю біженців.

## Особисте життя
Чоловік Анастасії Олександр Кондратенко-Хаген досі є громадянином Росії, в Чехії працює таксистом.